# The Twilight Zone (2019)
The Twilight Zone – amerykański antologiczny, fantastyczny serial telewizyjny, wyprodukowany przez  CBS Television Studios, Monkeypaw Productions oraz Genre Films, który jest luźną adaptacją serialu Strefa mroku z 1959 roku. Serial jest emitowany od 1 kwietnia 2019 roku przez CBS All Access.
W Polsce serial jest emitowany od 6 stycznia 2020 roku przez Canal+ Seriale.

## Odcinki
| Sezon | Odcinki | Oryginalna emisja w CBS All Access | Oryginalna emisja w CBS All Access | Emisja w Polsce Canal+ Seriale | Emisja w Polsce Canal+ Seriale | Emisja w Polsce Canal+ Seriale |
| Sezon | Odcinki | Premiera sezonu                    | Finał sezonu                       | Premiera sezonu                | Finał sezonu                   |                                |
| ----- | ------- | ---------------------------------- | ---------------------------------- | ------------------------------ | ------------------------------ | ------------------------------ |
| 1     | 10      | 1 kwietnia 2019                    | 30 maja 2019                       | 6 stycznia 2020                | 3 lutego 2020                  |                                |
| 2     | 10      | 25 czerwca 2020                    | 25 czerwca 2020                    |                                |                                |                                |

### Sezon 1 (2018-2019)
| Nr | Tytuł                    | Reżyseria              | Scenariusz                                 | Premiera w CBS All Access | Premiera w Canal+ Seriale |
| --- | ------------------------ | ---------------------- | ------------------------------------------ | ------------------------- | ------------------------- |
| 1 | The Comedian             | Owen Harris            | Alex Rubens                                | 1 kwietnia 2019           | 6 stycznia 2020           |
| obsada: Kumail Nanjiani, Amara Karan, Diarra Kilpatrick, Ryan Robbins, Tracy Morgan                                |                          |                        |                                            |                           |                           |
| 2 | Nightmare at 30,000 Feet | Greg Yaitanes          | Simon Kinberg, Jordan Peele, Marco Ramirez | 1 kwietnia 2019           | 6 stycznia 2020           |
| obsada: Adam Scott, Chris Diamantopoulos, Dan Carlin, Katie Findlay, Nicholas Lea                                  |                          |                        |                                            |                           |                           |
| 3 | Replay                   | Gerard McMurray        | Selwyn Seyfu Hinds                         | 11 kwietnia 2019          | 13 stycznia 2020          |
| obsada: Sanaa Lathan, Damson Idris, Glenn Fleshler, Steve Harris                                                   |                          |                        |                                            |                           |                           |
| 4 | A Traveler               | Ana Lily Amirpour      | Glen Morgan                                | 18 kwietnia 2019          | 13 stycznia 2020          |
| obsada: Steven Yeun, Marika Sila, Greg Kinnear, Patrick Gallagher                                                  |                          |                        |                                            |                           |                           |
| 5 | The Wunderkind           | Richard Shepard        | Andrew Guest                               | 25 kwietnia 2019          | 20 stycznia 2020          |
| obsada: John Cho, Jacob Tremblay, Allison Tolman, Kimberley Sustad, Lane Edwards, Erica Tremblay, John Larroquette |                          |                        |                                            |                           |                           |
| 6 | Six Degrees of Freedom   | Jakob Verbruggen       | Heather Anne Campbell, Glen Morgan         | 2 maja 2019               | 20 stycznia 2020          |
| obsada: DeWanda Wise, Jessica Williams, Jefferson White, Lucinda Dryzek, Jonathan Whitesell                        |                          |                        |                                            |                           |                           |
| 7 | Not All Men              | Christina Choe         | Heather Anne Campbell                      | 9 maja 2019               | 27 stycznia 2020          |
| obsada: Taissa Farmiga, Rhea Seehorn, Percy Hynes White, Luke Kirby, Peter Kelamis, Ike Barinholtz                 |                          |                        |                                            |                           |                           |
| 8 | Point of Origin          | Mathias Herndl         | John Griffin                               | 16 maja 2019              | 27 stycznia 2020          |
| obsada: Ginnifer Goodwin, James Frain, Toby Levins, Zabryna Guevara, Karin Konoval, Michael Eklund, Robert Mann    |                          |                        |                                            |                           |                           |
| 9 | The Blue Scorpion        | Craig William Macneill | Glen Morgan                                | 23 maja 2019              | 3 lutego 2020             |
| obsada: Chris O'Dowd, Amy Landecker, Alex Diakun, James Morrison, Adam Korson                                      |                          |                        |                                            |                           |                           |
| 10 | Blurryman                | Simon Kinberg          | Alex Rubens                                | 30 maja 2019              | 3 lutego 2020             |
| obsada: Zazie Beetz, Betty Gabriel, Zibby Allen, Caitlin Stryker, Seth Rogen                                       |                          |                        |                                            |                           |                           |

## Produkcja
6 grudnia 2017 roku, stacja CBS All Access ogłosiła zamówienie pierwszego sezonu serialu.
Pod koniec kwietnia 2019 roku, CBS All Access przedłużyła serial o drugi sezon.